# جون هنري براون
جون هنري براون (بالإنجليزية: John Henry Brown)‏ هو مؤرخ وسياسي أمريكي، ولد في 29 أكتوبر 1820، وتوفي في 31 مايو 1895. انتخب عضو مجلس نواب تكساس.